# Sitio de Seo de Urgel (1719)
El Sitio de Seo de Urgel (22 al 31 de agosto de 1719) fue una victoria francesa como parte de la Guerra de la Cuádruple Alianza. 

## Sitio
El 22 de agosto las tropas del Marqués de Bonás, compuestas por 7.000 hombres y 1.200 caballos se encuentran en Orgañá. La Seo de Urgel y El Castell de Ciutat cayeron en manos francesas el 31 de agosto de 1719, capturando además al Corregidor Diego de Villaplana.
El 29 de enero de 1720 las tropas españolas recuperaban la villa. Tras un segundo asedio.